# Tracy Morgan
Tracy Jamel Morgan (Brooklin, 10 de novembro de 1968) é um ator e comediante americano. Ele foi membro do elenco do Saturday Night Live de 1996 a 2003, e interpretou Tracy Jordan na sitcom 30 Rock de 2006 a 2013, cada um dos quais lhe rendeu uma indicação ao Primetime Emmy Award.

## Biografia
Morgan nasceu e foi criado no bairro de Bronx, na cidade de Nova Iorque, e foi descoberto pelo seu talento para Comédia Stand-Up em 1984.[carece de fontes?] Morgan participou do filme Um Pobretão na Casa Branca de Chris Rock e teve uma pequena participação no seriado Martin estrelado por Martin Lawrence e Tisha Campbell Martin. Atualmente atua como Tracy Jordan no sitcom 30 Rock.

## Vida pessoal
Em junho de 2014, o ator ficou em estado crítico depois de ter sido vítima de um acidente de viação que envolveu seis carros em New Jersey, nos Estados Unidos.

## Filmografia
- O Pequenino
- The Longest Yard
- Are We There Yet?
- Um Pobretão na Casa Branca
- 30 Years to Life
- Jay and Silent Bob Strike Back
- Half Baked
- VH1's Totally Awesome
- Farce of the Penguins
- How High
- Death at a Funeral
- First Sunday
- Superhero Movie
- Força-G (G-Force)
- Nailed
- Apavorados
- Saturday Night Live
- Cop Out
- 30 Rock
- Rio
- The Night Before
- Fist Fight
- Coming 2 America
- Triplets[4]